# Antoni Grimaldi
Antoni Grimaldi (ur. zapewne w 2. połowie XIII wieku, zm. po 1357) – senior Monako w latach od 29 czerwca 1352 do 15 sierpnia 1357 razem z bratankiem Karolem I oraz jego synami Rainierem II oraz bratem dziadka Gabrielem. Syn Lanfranco Grimaldi (zm. 1293), francuskiego namiestnika Prowansji i Aurelii del Carretto, brat Rainiera I. Jego żoną była Antonia Spinetti.
Latem 1355 r. Genua, obawiając się sojuszu Karola I z Francją, zaatakowała Monako z lądu i morza. Doża Simon Bocaneggra uważał Monako za własność Genui. Twierdzy bronił Rainier II. Jego ojciec prawdopodobnie w tym czasie już nie żył. Po ciężkich walkach wobec dużej przewagi Genueńczyków (Genueńczycy dysponowali czterema tysiącami żołnierzy i 20 galerami; Monakijczycy mieli do dyspozycji dziesięciokrotnie mniejszą siłę) Rainier II z bratem Gabrielem i kuzynem Antonim skapitulował. 15 sierpnia 1357 r. podpisano układ o przejęciu Skały Monako przez Genueńczyków. Rainier II otrzymał od nich 20 tys. florenów za poniesione koszty przez jego ojca na umacnianie twierdzy Monako; nie ma natomiast nie ma po tej dacie informacji o Antonim ani Gabrielu.